# August Denckmann

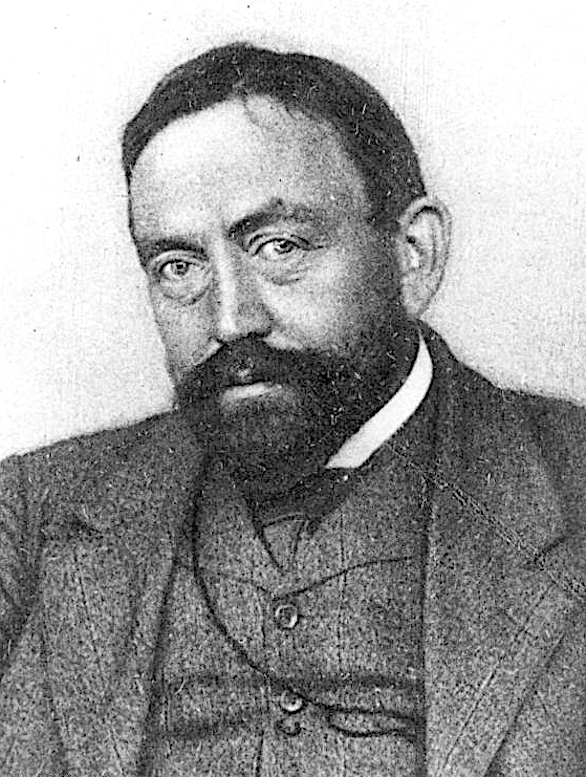
August Denckmann im Jahr 1901

Heinrich Wilhelm Martin August Denckmann (* 6. Mai 1860 in Salzgitter; † 7. März 1925 in Siegburg) war ein deutscher Geologe und Hochschullehrer.

## Leben und Wirken
August Denckmann wurde in Salzgitter geboren. Seine Eltern waren der dortige Pastor und Fossiliensammler Friedrich Ludolf Denckmann und dessen Ehefrau Emilie Meyenberg.
Nachdem er durch diesen die erste Ausbildung erhalten hatte, besuchte er das Gymnasium Andreanum in Hildesheim. Nach dem Abitur 1882 ging er zum Studium der Geologie nach Göttingen an die Georg-August-Universität. Dort wurde er Mitglied der Verbindung und späteren Burschenschaft Holzminda. Nach dem Examen war er für kurze Zeit Assistent bei Emanuel Kayser am geologischen Institut der Universität Marburg. 1883 war er bereits Hilfsgeologe der Preußischen Geologischen Landesanstalt geworden, deren fester Mitarbeiter er dann von 1888 bis 1920 war. 1898 wurde er Bezirksgeologe, 1901 Landesgeologe und 1906 wurde er Professor mit Lehrauftrag an der Bergakademie Berlin. 1920 wurde er zum korrespondierenden Mitglied der Göttinger Akademie der Wissenschaften gewählt.
Jedes Jahr mit Eintritt der kalten Jahreszeit kehrte Denckmann nach den sommerlichen Forschungsarbeiten im Rheinischen Schiefergebirge mit seiner Frau Clara, geb. Funke und dem einzigen Kind Volkmar nach Berlin, dem Hauptwohnsitz der Familie, zurück und arbeitete dort.
Wegweisend waren Denckmanns Arbeiten zur Geologie des Harzes, des Sauerlandes und des Siegerlandes ebenso wie seine Forschungen im Kellerwald. Seine praktischen geologischen Arbeiten waren insbesondere für den Bergbau von enormer Bedeutung.

## Veröffentlichungen
- Ueber die geognostischen Verhältnisse der Umgegend von Dörnten nördlich Goslar, mit besonderer Berücksichtigung der Fauna des oberen Lias / mit einem Anhang über den Bau des Kieles dorsocavater Falciferen. Göttingen 1886, Dissertation. (Digitalisat)
- Der geologische Bau des Kellerwaldes. Kurze Erläuterungen zur geologischen Uebersichtskarte des Kellerwaldes 1:100 000. Berlin 1901.
- Neue Beobachtungen über die tektonische Natur der Siegener Spateisensteingänge. Berlin 1912–1918.
- Geologische Grundriß- und Profilbilder als Erläuterungen zur älteren Tektonik des Siegerlandes. Berlin 1914.

## Mitgliedschaften
August Denckmann wurde noch im Gründungsjahr 1912 Mitglied der Paläontologischen Gesellschaft.

## Ehrungen und Auszeichnungen
- 1915 wurde er zum Geheimen Bergrat ernannt.
- 1924 erhielt er die Ehrendoktorwürde der Bergakademie Clausthal.
- August-Denckmann-Denkmal in Siegen.